# Юсупов каток

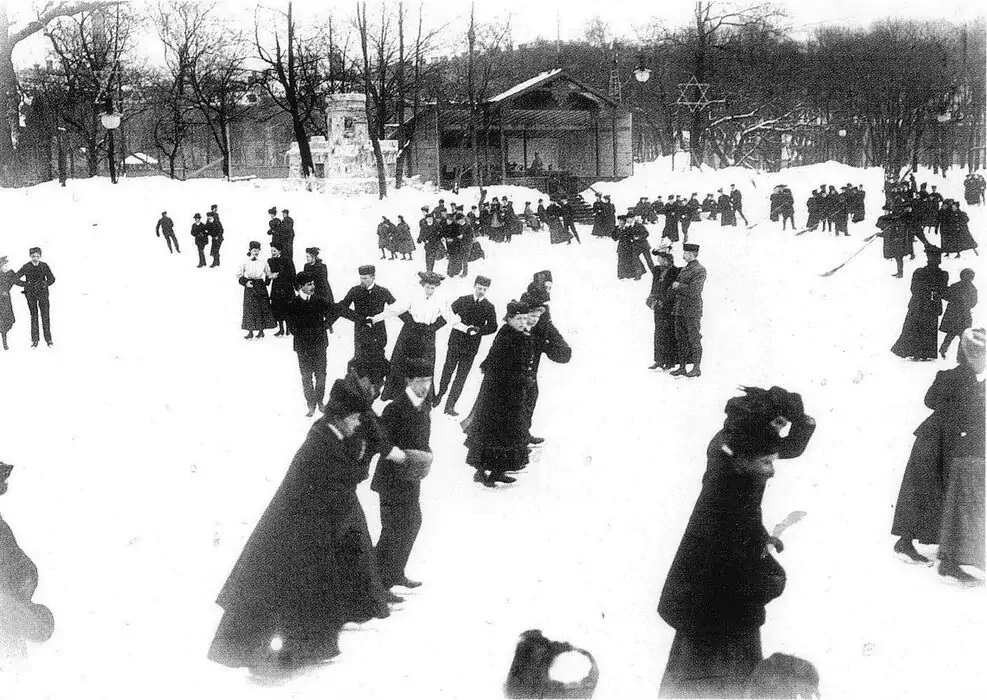
Группы на катке в Юсуповом саду, 1908 год

Юсупов каток существовал до революции в Санкт-Петербурге в Юсуповском саду на Садовой улице. Он был известен, как лучший каток в городе и один из центров спортивной жизни, в котором проводились отечественные и международные соревнования конькобежцев. Юсупов каток признан родиной отечественного фигурного катания. На территории катка на рубеже XIX и XX веков устанавливались всероссийские и мировые рекорды. Перестал существовать в советский период. 

## История

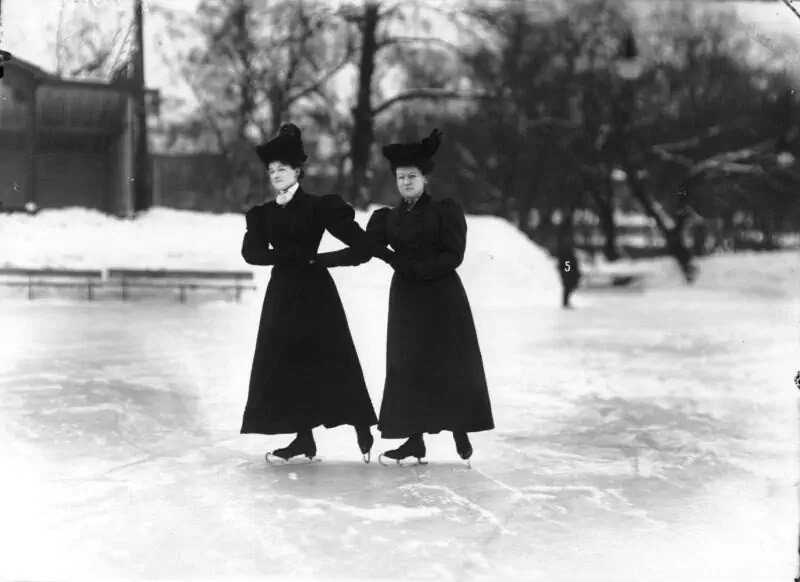
Женщины на катке, 1904 год

До появления катка к середине XIX века Юсупов сад перешёл в общественную собственность. Каток в появился в 1864 или 1865 годах, c тех пор, как в зимнее время это место начал арендовать Санкт-Петербургский речной яхт-клуб. В определённый момент уход за катком стал убыточным для яхт-клуба, посему он решил передать каток другим частным лицам. С 1877 года каток был передан во введение кружка любителей конькобежного спорта, сформированного изначально группой постоянных посетителей Юсупова катка. Среди них в том числе были архитектор Александр Бруни, основатель картографического заведения Алексей Ильин, Альберт Кавос, владелец Орлинского завода химического стекла и Вячеслав Срезенский, приват-доцент Петербургского университета, ставший в итоге бессменным председателем кружка. В 1887 году каток был передан в ведение «Санкт-Петербургского общества любителей бега на коньках», после чего на территории начала формироваться спортивный и учебный центр по фигурному катанию.
Каток был не только спортивным центром, но и увеселительным, доступным для городской публики разных сословий. Здесь устраивали для детей Ёлки. В тёмное время суток каток освещали электрическими фонарями, по четвергам и воскресениям посетителей катка развлекал военный оркестр. Каток стал известен, как место для знакомства и флирта.
Каток постоянно поддерживался в образцовом порядке. Так как каток устраивался на естественном водоёме, в морозные дни лёд трескался и ежедневно, к восьми часам вечера щели латали смоченным снегом. Современники указывали на идеальное состояние льда на Юсуповом катке в сравнение с другими катками города. За состоянием катка следила артель из десятка крестьян-рыбаков из Новой Ладоги. Каждый год рыбаки прибывали зимой из родного села на заработки, работали рыбаки метлами и скребками, лёд поливали из цветочных леек. В дни снегопада артельщики непрерывно убирали снег большими лопатами, чтобы каток всегда оставался доступным. Члены артели также устраивали на территории катка инсталляции из льда и снега.

## Спорт
Юсуповский каток формировался, как главный спортивный центр фигурного катания в Санкт-Петербурге. История катка тесно связанна со Срезенским, ставшим известным организатором и педагогом конькобежного спорта. На катке устраивались занятия по фигурному катанию, фактически тут была сформирована «академия» фигуристов, здесь обучались и совершенствовали навыки первые российские фигуристы, среди них были например Александр Паншин или Николай Панин-Коломенкин. Юсупов каток связывают с возникновением русского фигурного катания.

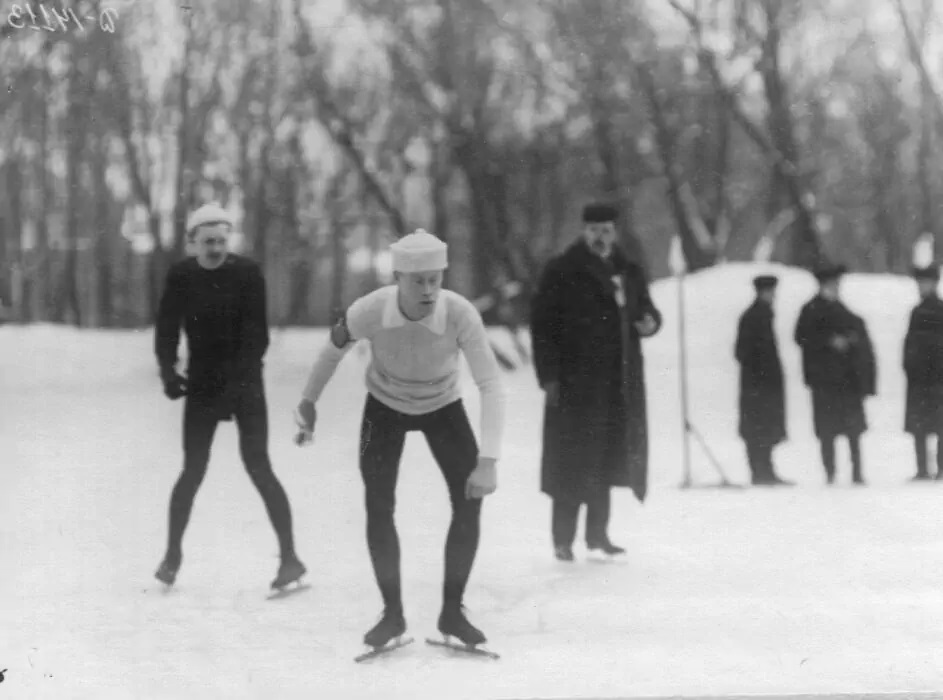
Участники забега на старте

В начале XX века уроки по фигурному катанию устраивал Панин-Коломенкин, заметивший, что в тот период фигурное катание ещё рассматривалось, как развлечение и в его «академию» приходили все желающие научиться фигурному катанию без платы и обязанности посещать уроки. Учителям «академии» также были Сергей Фан-дер-Флит, Иван Павлович Малинин и другие.
Среди преподавателей также была Ксения Цезар, ставшая в итоге у истоков возникновения женского русского фигурного катания. До Цезар фигурным катанием занимались только мужчины. Фигуристка начала обучать других девушек фигурному катанию несмотря на протестные реакции некоторых пожилых горожан, считавших это неприличным занятием для женщин.
История катка также связанна Юсуповцами — первой сильнейшей хоккейной командой в России. В 1903 году Юсуповцы учредили международный переходящий кубок по хоккею, который сами же выиграли. Юсуповцы, объединённые в российскую лигу обеспечили в 1907 году победы над многими сильнейшими хоккейными командами Европы.

### Соревнования
В 1883 году на Юсуповом катке были проведены первые международные соревнования по фигурному катанию. В 1890 году, по случаю 25-ти летнего юбилея катка было устроено первое в истории крупное международное соревнование по фигурному катанию и скоростному бегу. В этом соревновании принимали участие лучшие фигуристы из Голландии, Австрии, Норвегии, Швеции, Финляндии и Америки. Особого внимания публики были удостоены Алексей Павлович Лебедев, признанный «дедушкой фигуристов». В 1897 году на катке были разыграно всероссийское первенство по фигурному катанию, где эффектно выступил Панин-Коломенкин. Международные соревнования фигуристов также устраивались в 1890 и 1901 годах и, в 1896 и 1903 годах — официальные первенства Европы по фигурному катанию.
В 1911 году на катке было разыграно первое российское первенство по фигурному катанию среди женщин, на которых выиграла Ксения Цезар.